# Обираю життя
Обираю життя (англ. Choosing Matthias) — американська драма 2001 року.

## Сюжет
Сумна історія про молоду пару — Меггі і Чарлі, які після втрати сина намагаються зберегти свої стосунки. Їхні зусилля були б марними якби вони не зустріли Матіаса, хлопчика, який трагічно втратив свою сім'ю.

## У ролях
- Джефф Фейгі — Чарлі
- Кайа Колі — Меггі
- Ділан Каш — Матіас
- Бо Гопкінс — Док
- Боббі Ікс — Кей
- Коллін Рей — Рон
- Патріція МакКормак — місіс Леонард
- Пол Бен-Віктор — Чейз
- Іво Буржуа — Джейсон
- Шеннон Пірс — Сьюзен
- Пейдж Роуленд — детектив
- Еджгай Керкленд — Алекс
- Джейк Рей — Гарретт
- Боббі Дін Міллер — Дейв
- Джекі Макґейвін — Тейлор
- Мері Макґейвін — Рейган
- Джин Воланд — коронер